# Oda Slobodskaya
Oda Slobodskaya (10 décembre 1888 [a.s. 28 novembre] - 30 juillet 1970 est une soprano russe devenue citoyenne britannique.

## Biographie
Elle est la fille d'Abraham Elyashevich Slobodskoy (1864-1924), fournisseur d'uniformes militaires pour l'armée russe, et de Sarah Mikhelevna Slobodskaya (née Tateles, 1866-1921), femme au foyer. Elle est la fille aînée d'une grande famille juive. Elle obtient une bourse pour l'enseignement secondaire mais, après avoir terminé ses études, à son grand dam, se retrouve à travailler avec ses parents dans une friperie. Sachant qu'elle a une bonne voix, en 1907, elle postule pour une audition au conservatoire de Saint-Pétersbourg. N'ayant pas de répertoire classique, elle chante des chansons simples qu'elle a apprise étant enfant. Malgré cela, son potentiel vocal apparait immédiatement. Le metteur en scène Alexandre Glazounov et Natalia Iretskaïa, la plus importante professeure de chant russe, elle-même élève de Pauline Viardot, l'acceptent et lui décerne une bourse pour neuf années d'études. Elle est aussi l'élève d'Ivan Yershov (en)

## Carrière

### Au théâtre Mariinsky
En 1916, elle fait ses débuts dans le rôle de Lisa dans La Dame de pique de Tchaïkovski  au Théâtre Mariinsky. Elle chante avec la troupe pendant les cinq années suivantes et interprète plusieurs des principaux rôles de soprano du répertoire russe ainsi que Sieglinde, Marguerite dans Faust, Elisabeth de Valois et Aida. La révolution ayant éclaté, elle reçoit l'ordre de se joindre à d'autres chanteurs lors de tournées obligatoires dans les usines et les fermes pour divertir les ouvriers, elle y rencontre la basse Fiodor Chaliapine.

### A Berlin
En 1921, elle fuit la Russie pour Berlin où elle est bientôt invitée à chanter. Serge Diaghilev l'appelle à le rejoindre à Paris pour jouer dans la première de Mavra de Stravinsky en 1922,. Chaliapine l'invite alors à être soprano solo dans la troupe qu'il forme pour une tournée en Europe occidentale et elle chante avec lui à Paris.

### Aux États-Unis
L'imprésario Max Rabinoff (en) organise pour elle une tournée aux États-Unis en tant que soliste vedette avec The Ukrainian Chorus et pendant ce temps, elle fait ses débuts en solo avec succès au Carnegie Hall de New York. Mais, en tant que Russe déplacé vivant à l'étranger alors que l'appréciation du répertoire russe est minime, Slobodskaya a du mal à trouver un bon manager. Pour compléter sa carrière classique, elle se crée une identité parallèle dans le vaudeville, chantant des airs d'opéra et des ballades de bonne qualité sous le pseudonyme d'Odali Careno. Elle reste aux États-Unis pendant près de sept ans.

### En Angleterre
En 1930, elle est engagée, sous le nom d'Odali Careno, pour deux semaines au London Palladium. Se produisant toujours selon ses propres normes rigoureuses, elle obtient un grand succès; Elle est immédiatement réengagée et est ensuite invitée à deux reprises à jouer devant le roi George V et la reine Mary. Elle reprend également sa carrière classique, apparaissant au Lyceum Theatre de Londres avec Chaliapine dans le rôle de Natasha dans La Roussalka d'Alexandre Dargomïzhsky. En 1932, à la suite de son mariage avec le capitaine Raymond Pelly, elle habite en Angleterre.

### Débuts à Covent Garden
En 1932, elle fait ses débuts au Royal Opera House dans le rôle de Fevroniya dans un concert de la La Légende de la ville invisible de Kitège et de la demoiselle Fevronia de Rimsky-Korsakov, et Vénus dans Tannhauser avec sir Thomas Beecham.  
Elle chante de nouveau Fevroniya, en italien, à La Scala de Milan en 1933. Elle chante Schéhérazade de Rimsky-Korsakov, l'air de Marpha de La Fiancée du Tsar, la chanson de Paracha dans Mavra et Hopak de Moussorgski, aux concerts-Poulet à Paris,. 
Elle chante Palmyra dans la production de Thomas Beecham de Koanga de Frederick Delius à Covent Garden en 1935,. En 1936, elle participe à une saison russe au Théâtre Colón de Buenos Aires et chante Khivrya dans La Foire de Sorotchintsy de Modeste Moussorgski au Savoy Theatre et lors d'une tournée anglaise en 1941 et les années suivantes.

## Pour la BBC
Tout au long des années 1930, elle est très demandée par la BBC pour des opéras, notamment en tant qu'héroïne de Lady Macbeth du district de Mtsensk de Dmitri Chostakovitch, et pour des récitals de chansons russes. Elle est une interprète régulière des Promenade Concerts. Elle enregistre également des chansons russes dont plusieurs du pianiste et compositeur Nikolaï Medtner,. Elle donne des spectacles au moment de la guerre et participe aux concerts d'après-midi, organisé par Myra Hess. à la National Gallery.

## Enregistrements
Après la guerre, au cours de laquelle son mari décède, la carrière de Slobodskaya est très réduite ; Elle fait sa seule apparition au cinéma, en tant que Prima Donna dans le film The Magic Box de 1951. Elle reprend sa carrière de concertiste avec des récitals très acclamés au Wigmore Hall. Saga records l'a redécouvre à la fin des années 1950 et sort deux disques LP. Ces enregistrements donne l'occasion à Decca Records de se rappeler qu'ils ont plusieurs enregistrements inédits de Slobodskaya datant de 1939 à 1945, qui comprennent l'interprétation de la Scène de la lettre de Tatiana d'Eugène Onéguine. Ceux-ci sont sortis en 1961 avec quelques éléments nouvellement enregistrés. Les Six chansons espagnoles de Chostakovitch, les Sept comptines de Kabalevsky, un bel ensemble de chansons polonaises et un LP de classique russe et de chansons folkloriques ont également suivi. En 1974, SAGA sort un disque (numéroté SAGA 5357) sur lequel Slobodskaya chante des chansons de Moussorgski, accompagnée au piano par Ivor Newton.
Sa voix peut être écoutée sur l'album d'anthologie The  III (1926-1939).

## Hommages
Slobodskaya avait une voix d'une immense pureté, stabilité, agilité et expressivité avec une qualité presque incandescente au-dessus de la portée. En tant que récitaliste, elle possédait l'imagination et le tempérament vif pour transmettre à un public ignorant le russe l'ambiance précise de chaque chanson, qu'elle soit élégiaque, tapageuse, satirique ou enfantine. Comme le révèlent ses nombreux enregistrements, à ces rares pouvoirs d'interprétation n'avaient d'égale qu'une belle et ample voix de couleur typiquement slave et une maîtrise technique qui se manifestait surtout dans un phrasé legato souple et soutenu. Elle a conservé ses pouvoirs vocaux et interprétatifs jusqu'à un âge avancé.
Slobodskaya avait une voix riche et fortement accentuée et une tournure de phrase caractéristique, et aimait donner des introductions orales à ses chansons. Cela l'a conduit à l'un de ses derniers grands succès, dans le rôle de narratrice dans " Pierre et le Loup ", date d'enregistrement inconnue et sorti chez Fidelio records en 1964 avec l'Orchestre Colonne Concerts sous la direction d'Isaie Disenhaus.
Elle était une professeure de chant très admirée au Royal College of Music et à la Guildhall School of Music, où ses élèves comprenaient les sopranos Patricia Reakes et Yvonne Fuller et les contraltos Anne Collins et Annette Thompson, et, jusqu'à sa toute dernière année, a continué à donner récitals de chant russe. Elle est décédée à Londres, à l'âge de 81 ans, le 30 juillet 1970.

## Filmographie
- 1936 : Aimé des dieux, film britannique réalisé par Basil Dean.
- 1951 : La Boîte magique, film britannique réalisé par John Boulting.